# Xã Hamiltonban, Quận Adams, Pennsylvania
Xã Hamiltonban (tiếng Anh: Hamiltonban Township) là một xã thuộc quận Adams, tiểu bang Pennsylvania, Hoa Kỳ. Năm 2010, dân số của xã này là 2.372 người.